# Ewa Gruza
Ewa Gruza (* 30. März 1961 in Warschau) ist eine polnische Juristin und Kriminalistin, a.o. Professor am Lehrstuhl für Kriminalistik der Abteilung Recht und Verwaltung der Universität Warschau sowie von 2005 bis 2011 Mitglied des Staatsgerichtshofs.
Nach Ende des Jurastudiums an der Warschauer Universität im Jahre 1984 setzte sie ihre Karriere in der Lehre fort. 1993 verteidigte sie ihre Promotion und zehn Jahre später ihre Habilitation. Am 1. Februar 2007 wurde sie zur a.o. Professorin an der Warschauer Universität ernannt. Sie durchlief auch die Ausbildung bei der Staatsanwaltschaft, arbeitete aber nicht in diesem Beruf. Sie ist Mitglied der Polnischen Kriminalisten-Vereinigung. 2005 wurde sie zum ersten Mal Mitglied des Staatsgerichtshofs (Trybunał Stanu), am 14. November 2007 wählte sie der Sejm erneut. Vorgeschlagen wurde sie von der Parlamentarier-Vereinigung der Prawo i Sprawiedliwość (PiS, Recht und Gerechtigkeit).